# Morris Motors
Morris Motors — британская автомобилестроительная компания. Несмотря на то, что она влилась в более крупную структуру, название «Моррис» сохранялось до 1984 года, когда «Бритиш Лейланд» (англ. British Leyland Motor Corporation Ltd; сокр. BLMC) решила сконцентрировать внимание на более популярном бренде «Austin». Торговая марка в настоящий момент принадлежит расположенной в Китае автомобильной компании SAIC.

## История

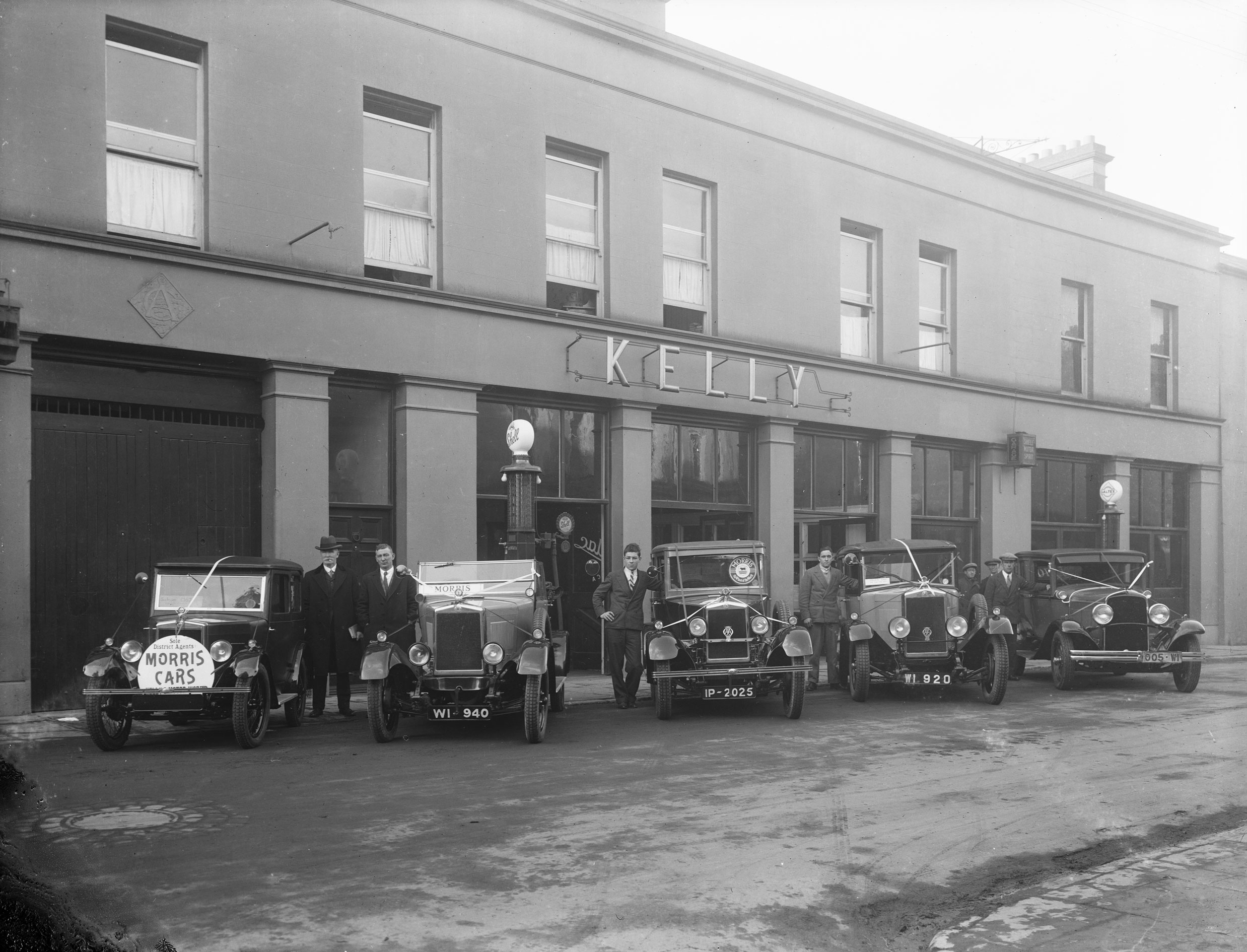
Автомобили Моррис Моторс рядом с гаражом. Ирландия, Ватерфорд, 1928 г.

### Начальный период
Моррис Моторс начала свою деятельность в 1912 году, когда изготовитель велосипедов Уильям Моррис перешел от продажи и ремонта автомобилей к производству. Он предполагал новый способ сборки автомобилей из приобретенных компонентов. Таким образом, он мог сохранять право собственности, используя свои собственные финансовые ресурсы.
Завод был открыт в 1913 году на территории бывшего военного колледжа в Оксфорде (Англия), где был собран 2-местный автомобиль Morris Oxford "Bullnose". Почти все детали были покупные.
В 1915 году, в производство была внедрена 4-местная модель Morris Cowley большего размера и более сильным мотором американской компании из Детройта Continental Motors Company.

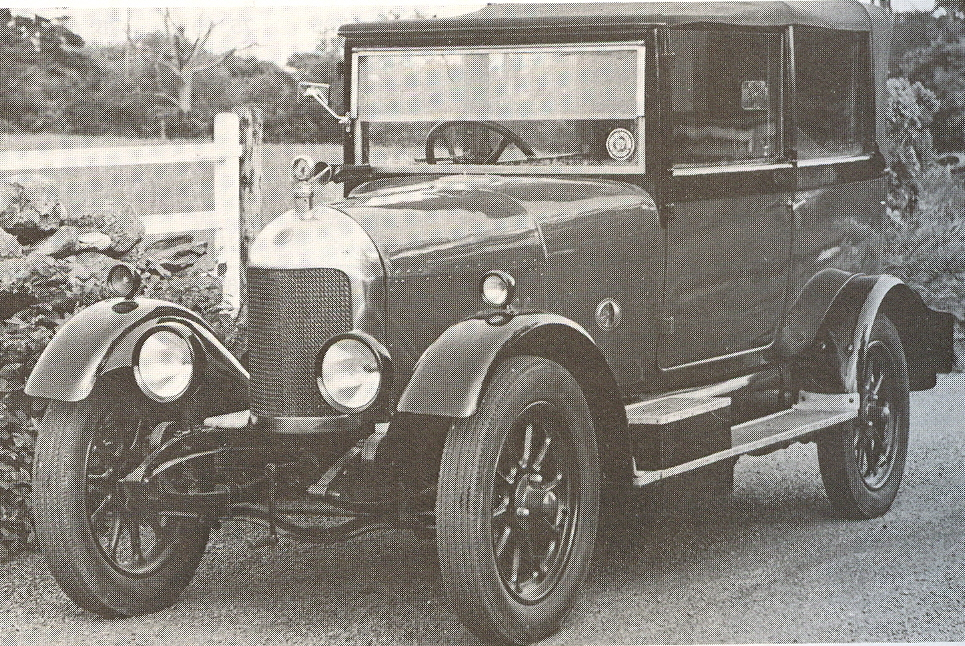
Morris Oxford (Bullnose) — автомобиль, принесший Моррису известность и состояние

### Между 1-й и 2-й мировыми войнами
По окончании Первой Мировой войны, имея репутацию производителя высококачественных автомобилей, и благодаря принятому решению по снижению цен автомобильный бизнес Морриса существенно вырос и «Моррис Моторс» стала крупнейшим из производителей машин в Великобритании. 1924 году её доля на этом рынке составляла 51 % и компания была очень прибыльна.
Имея достаточные средства от продаж Моррис проводил расширение своего бизнеса за счет скупки снабжавших его компанию фирм. Так например были присоединены двигателестроительное (названо «Morris Engins») и отделение коммерческих машин («Morris Commercial Cars»). Производство двигателей было поставлено на поток и выросло с 400 до 1200 шт. в неделю, а чуть позже достигло 2000.
Сессил Кимбер (Cecil Kimber), руководитель созданного в 1909 году «Гаража Морриса», продававший и ремонтировавший машины в Оксфорде в 1924 г. организовал производство спортивных версий автомобилей под маркой MG Cars. Позже оно выделилось в самостоятельную компанию в Абингдоне.
Тем временем, в 1926 году, Моррис основал сталепрокатную компанию The Pressed Steel Company of Great Britain Limited вел совместный бизнес с филадельфийской (США) компанией Budd Company. Сталепрокатный завод был через дорогу от завода Морриса в Коули (Cowley), и снабжал как производство Морриса, так и прочих автостроителей. Моррис вышел из партнерства в середине 1930-х, а Бадд продал свой бизнес в 1936 г.

### Во время мировой войны
Летом 1938 года Моррис согласился построить и управлять большим заводом в Кастл-Бромвич («Castle Bromwich») — районе графства Уэст-Мидлендс, предназначенным специально для строительства истребителей Супермарин Спитфайр. После многочисленных авианалётов, повредивших завод, помещения перешли под производство канистр. Завод «Cowley» перешел на ремонт самолетов и изготовление тренировочных бипланов Тайгер Мот.

### После 2-й мировой войны
В 1952 году завод Morris в Оксфорде приступает к производству автомобилей для гражданского населения под названием Моrris Мinor. Машина выпускалась в 2-х и 4-х дверных кузовах, а также в исполнении пикап и фургон, пока в 1956 году машина не была снята с производства.
В 1961 году была разработана модель Morris Oxford III поколения с дизайном не похожим на предыдущие модели завода.
1961 год. Появляется легендарный Morris Mini который стоил так дёшево, что его покупали даже за пределами Великобритании. Также Mini был легок в обслуживании и ремонте.

## 70-80-е годы
1971 год. На конвейере Morris Marina которая была в своё время самой продаваемой машиной на рынке Великобритании. Её продавали в США, Австрии, Новой Зеландии, Дании и других странах.
1980 год. Начало производства Morris Ital (модернизированной Morris Marina). Машина очень плохо продавалась, и поэтому на BL перестали платить зарплаты рабочим. Начались массовые митинги и забастовки. Рабочие стали больше времени проводить за митингами чем за производством автомобилей. В конце 80-х Morris, а также Austin обанкротились.

## Модельный ряд (легковые автомобили)

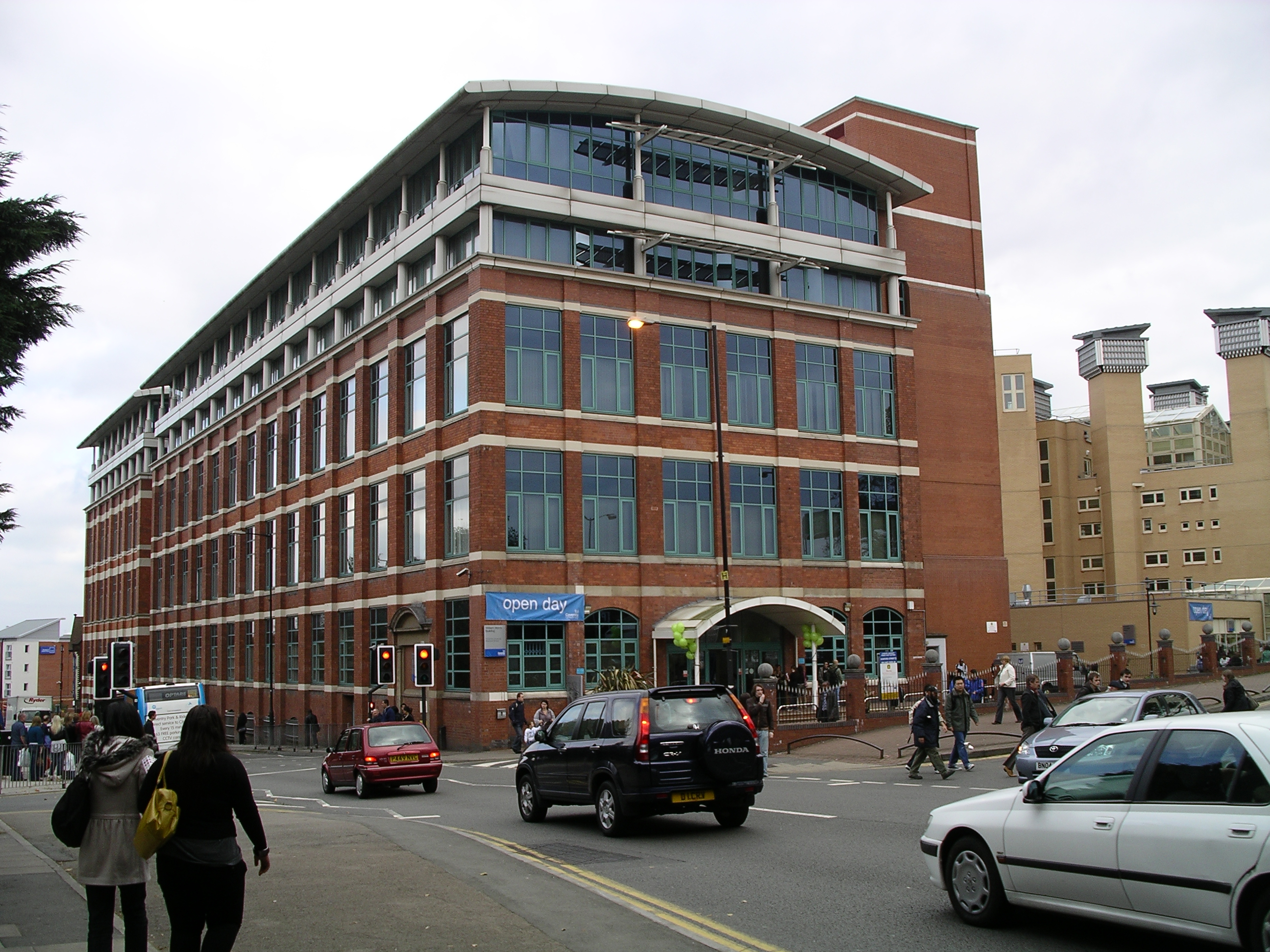
Part of the former Morris Engines works
The William Morris Building
Coventry University. (photo 2007)

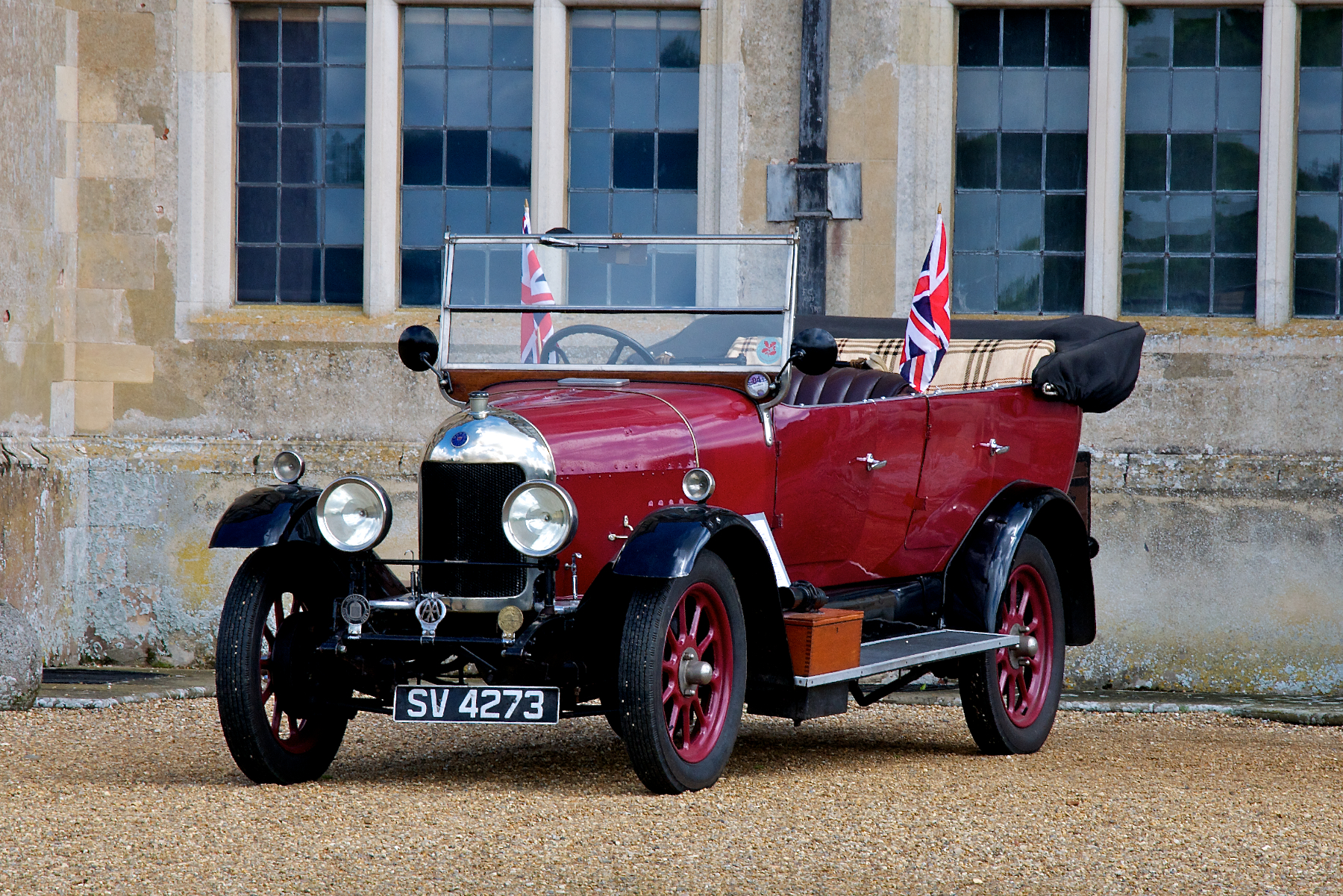
A bullnose Morris. The car that made Morris's name and fortune

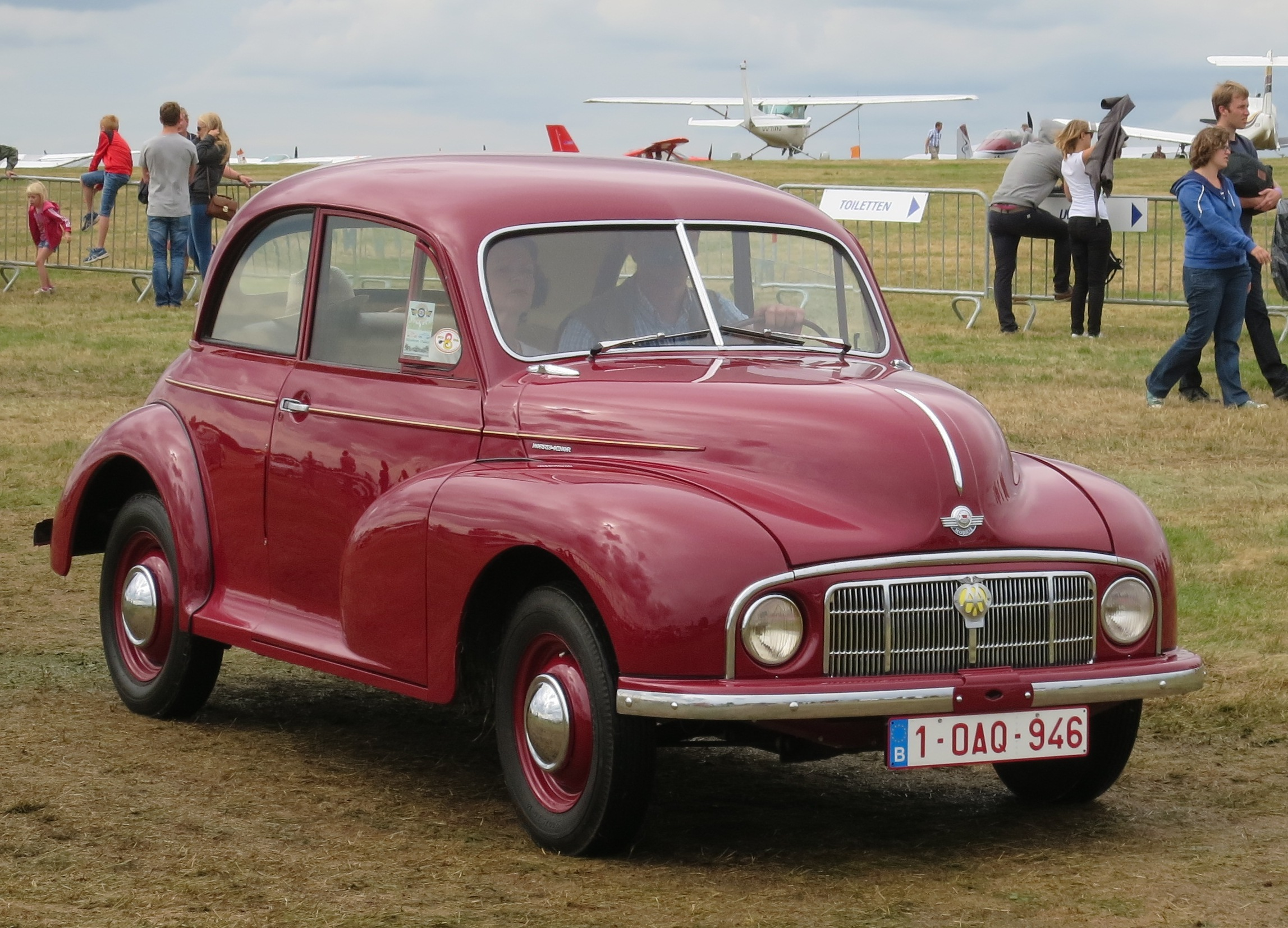
Morris Minor (1950)

- 1913 — 1930 - Morris Oxford bullnose and flatnose (12 / 14 л.с.)
- 1915 — 1931 - Morris Cowley bullnose and flatnose (12 / 14 л.с.)
- 1923 — 1924 - Morris Oxford Six F series (18 л.с.)
- 1926 — 1929 - Morris Oxford 15.9 and 16/40 (16 л.с.)
- 1927 — 1929 - Morris Six (18 л.с.)
- 1929 — 1935 - Morris Isis (18 и 25 л.с.)
- 1928 — 1932 - Morris Minor (8 л.с.p)
- 1929 — 1935 - Morris Oxford Six, Sixteen and Twenty (16 и 20 л.с.)
- 1931 — 1934 - Morris Cowley (12 и 14 л.с.)
- 1931 — 1933 - Morris Major (15 л.с. позже 14 л.с.)
- 1932 — 1948 - Morris Ten (10 л.с.)
- 1933 — 1935 - Morris Ten Six (12 л.с.)
- 1933 — 1935 - Morris Cowley Six (14 л.с.)
- 1933 — 1939 - Morris Big Six Twenty-One/Twenty-Five (21 и 25 л.с.)
- 1934 — 1939 - Morris Twelve (12 л.с.)
- 1935 — 1939 - Morris Fourteen (14 л.с.)
- 1935 — 1948 - Morris Eight (8 л.с.)
- 1948 — 1952 - Morris Minor MM
- 1952 — 1956 - Morris Minor
- 1956 — 1971 - Morris Minor 1000
- 1948 — 1954 - Morris Oxford MO
- 1948 — 1953 - Morris Six MS
- 1954 — 1971 - Morris Oxford II / III / IV / V / VI
- 1954 — 1959 - Morris Cowley
- 1955 — 1958 - Morris Isis
- 1957 — 1960 - Morris Marshal (BMC Australia)
- 1958 — 1964 - Morris Major (BMC Australia)
- 1959 — 1969 - Morris Mini Minor
- 1964 — 1968 - Morris Mini Moke (Великобритания)
- 1966 — 1973 - Morris Mini Moke (Австралия)
- 1962 — 1971 - Morris 1100
- 1967 — 1971 - Morris 1300
- 1968 — ???? - Morris 11/55 (Южноафриканская разновидность Morris 1100) [1]
- 1969 — 1972 - Morris 1500 (Австралия)
- 1966 — 1975 - Morris 1800
- 1972 — 1975 - Morris 2200
- 1969 — 1972 - Morris Nomad (Австралия)
- 1971 — 1980 - Morris Marina
- 1980 — 1984 - Morris Ital

### Тракторы, выпускавшиеся под маркой Morris
| Тип                   | Год выпуска | Мощность, л.с.    | Тип двигателя | Примечания                     |
| --------------------- | ----------- | ----------------- | ------------- | ------------------------------ |
| Morris-Leyland 154    |             | 28 л. с. (21 кВт) |               | Выпускался BMC Sanayi (Турция) |
| Morris-Leyland 184    |             |                   |               | Выпускался BMC Sanayi (Турция) |
| Nuffield Morris 10/60 |             | 60 л. с. (44 кВт) |               | Выпускался BMC Sanayi (Турция) |